# Молодка
Молодка — река в Смоленской области России.
Протекает в восточном направлении по территории Вяземского района. Исток — в 2,5 км северо-восточнее деревни Тюхменево, впадает в реку Жижалу в 23 км от её устья по правому берегу. Длина реки составляет 31 км, площадь водосборного бассейна — 106 км².
Вдоль течения реки расположены населённые пункты Степаниковского и Исаковского сельских поселений — деревни Митьково, Синеево, Сазоново, Рябиково, Большая Азаровка, Малая Азаровка и Никитинка.

## Данные водного реестра
По данным государственного водного реестра России относится к Окскому бассейновому округу, водохозяйственный участок реки — Угра от истока и до устья, речной подбассейн реки — Бассейны притоков Оки до впадения Мокши. Речной бассейн реки — Ока.
Код объекта в государственном водном реестре — 09010100412110000020941.